# 히가시톤덴도리 정류장
히가시톤덴도리 정류장(일본어: 東屯田通停留場, ひがしとんでんどおりていりゅうじょう)은 일본 홋카이도 삿포로시 주오구에 위치한 삿포로 시 교통국(삿포로 시영 전차) 야마하나 선의 정류장이다. 정류장 번호는 SC14이다.

## 정류장 구조
2면 2선의 대향식 교차점을 사이로 서쪽(미나미21조니시 9초메)에 스스키노 방면, 동쪽(미나미22조니시 8초메)에 니시 4초메 방면 승강장이 있고 안전 지대가 설치되어 있다.

## 정류장 주변
- 쓰치다 병원

## 역사
- 1931년 11월 23일: 개업(단선).
- 1948년 7월 31일: 폐지.
- 1949년 6월 8일: 재개업.
- 1954년 7월: 복선화.
- 2015년 4월 1일: 정류장 번호 설정.
- 2016년 11월 2일: 혼잡 해소 때문에 전차의 정지 위치를 후방으로 이동하여 발등에 승차구의 표시 설치.
- 2017년 3월 18일: 정류장을 전면 개조, 승강장을 높이고 슬로프를 설치했다.

## 인접역
| 삿포로 시 교통국 ● 삿포로 시영 전차 야마하나 선 | 삿포로 시 교통국 ● 삿포로 시영 전차 야마하나 선 | 삿포로 시 교통국 ● 삿포로 시영 전차 야마하나 선 |
| ----------------------------------------------- | ----------------------------------------------- | ----------------------------------------------- |
| SC13 이시야마도리 외선 순환                     | 시영 전철 운행 계통                             | SC15 고난쇼갓코마에 내선 순환                   |